# Acontia pima
Acontia pima är en fjärilsart som beskrevs av Smith 1905. Acontia pima ingår i släktet Acontia och familjen nattflyn. Inga underarter finns listade i Catalogue of Life.